# Petra Kocsán
Petra Kocsán (* 4. Juni 1998 in Debrecen) ist eine ungarische Fußballspielerin. Seit Januar 2023 ist sie Spielerin des Győri ETO FC.

## Karriere

### Vereine
Kocsán bestritt in Kóka für den dort ansässigen Kóka FNLA von 2014 bis 2016 35 Punktspiele, in denen sie 38 Tore erzielte. Anschließend in die Hauptstadt gelangt, spielte sie vier Jahre lang für die Frauenfußballabteilung von Ferencváros Budapest in der Női NB I, der höchsten Spielklasse im ungarischen Frauenfußball. Während ihrer Vereinszugehörigkeit, in der sie in 160 Saisonspielen 145 Tore erzielte, gewann sie zweimal die Meisterschaft und dreimal (in Folge) den nationalen Vereinspokal. In der Saison 2020/21 bestritt sie 25 Saisonspiele für die Frauenfußballabteilung des MTK Budapest FC, bevor sie vom deutschen Erstligisten TSG 1899 Hoffenheim verpflichtet wurde. In ihrer Bundesliga-Premierensaison wurde sie zehnmal eingesetzt, das erste Mal am 27. August 2021 (1. Spieltag) beim 2:1-Sieg im Heimspiel gegen den SC Freiburg. Ihr erstes Pflichtspieltor gelang ihr am 26. September 2021 beim 5:0-Sieg über den Würzburger Kickers in der 2. Runde im Wettbewerb um den DFB-Pokal mit dem Treffer zum Endstand in der 82. Minute. Des Weiteren kam sie in jeweils zwei Spielen des Platzierungsweges der ersten und zweiten Runde der Qualifikation für die Gruppenphase der  Champions League 2021/22 zum Einsatz. Am 15. Dezember 2021 wurde sie im abschließenden Spiel der Gruppe C, beim 4:1-Sieg über den Arsenal Women FC in der 83. Minute für Laura Wienroither eingewechselt. Nach eineinhalb Jahren verließ sie die TSG 1899 Hoffenheim und fand im Januar 2023 mit dem Győri ETO FC in ihrer Heimat einen neuen Verein.

### Nationalmannschaft
Kocsán debütierte als Nationalspielerin für die U17-Nationalmannschaft, mit der sie das Freundschaftsspiel gegen die U17-Nationalmannschaft Schottlands am 28. Juni 2013 mit 2:3 verlor. Bis zum 22. April 2015 folgten 21 weitere Einsätze in dieser Altersklasse, in der ihr zehn Tore gelangen. Für die U19-Nationalmannschaft bestritt sie in einem Zeitraum von zwei Jahren ebenso 22 Länderspiele, in denen sie sechs Tore erzielte.
Für die A-Nationalmannschaft debütierte sie am 11. Juni 2015 beim 2:1-Sieg im Freundschaftsspiel gegen die A-Nationalmannschaft der Slowakei mit Einwechslung für Lilla Sipos in der 72. Minute. Ihr erstes A-Länderspieltor erzielte sie am 7. März 2020 beim 4:0-Sieg im Freundschaftsspiel gegen die Nationalmannschaft Hongkongs mit der 1:0-Führung in der zehnten Minute.

## Erfolge
- Ungarischer Meister 2019, 2020
- Ungarischer Pokalsieger 2017, 2018, 2019